# HBM (Protein)
Das My Hämoglobin ist ein Protein, für welches das beim Menschen vorhandene HBM-Gen codiert. Dieses befindet sich auf dem alpha-locus auf Chromosom 16. Die Reihenfolge der Gene lautet: 5' -  zeta - pseudozeta - my - pseudoalpha-1 - alpha-2 - alpha-1 - theta1 - 3'.